# Taloje Panchnad
Taloje Panchnad là một thị trấn thống kê (census town) của quận Raigarh thuộc bang Maharashtra, Ấn Độ.

## Nhân khẩu
Theo điều tra dân số năm 2001 của Ấn Độ, Taloje Panchnad có dân số 10.858 người. Phái nam chiếm 54% tổng số dân và phái nữ chiếm 46%. Taloje Panchnad có tỷ lệ 68% biết đọc biết viết, cao hơn tỷ lệ trung bình toàn quốc là 59,5%: tỷ lệ cho phái nam là 73%, và tỷ lệ cho phái nữ là 61%. Tại Taloje Panchnad, 18% dân số nhỏ hơn 6 tuổi.